# Animal Talking with Gary Whitta
 (octobre 2020).
Animal Talking With Gary Whitta est un talk-show animé par Gary Whitta sur Twitch. L'émission est diffusée dans Animal Crossing: New Horizons . Animal Talking a été créé le 25 avril 2020. Il présente Adam Nickerson comme chef d'orchestre.

## Contexte
Pendant de la pandémie COVID-19, Gary Whitta a commencé à jouer à Animal Crossing: New Horizons quotidiennement un mois avant le début de Animal Talking, sous la forme d' Animal Crossing Mornings .  Au cours de son jeu, Whitta a eu l'idée de créer un ensemble de talk-show qui rendait hommage à ses émissions préférées du genre. Un épisode pilote a été retransmis en direct sur le plateau le 25 avril avec son amie et personnalité Internet Naomi Kyle. 
Le spectacle est filmé dans Animal Crossing: New Horizons. L'ensemble a été assemblé avec des meubles intégrés au jeu créés. Les invités apparaissent dans l'émission en tant qu'avatars d' Animal Crossing. À l'occasion qu'un invité ne joue pas à Animal Crossing, le producteur exécutif et la femme de Gary, Leah Whitta personnalisait son propre avatar pour correspondre à l'apparence de l'invité et le marionnettiste en direct. 
Les autres membres du personnel incluent Adam Nickerson, qui est le chef du groupe. Le logo a été conçu par Chandana Ekanayake avec Leah Whitta. La chanson thème a été composée par Kenny Fong. La production et les invités parlent ensemble via Discord.
En raison du succès viral de l'émission, l'émission a été approchée par des sponsors potentiels, des réseaux de télévision par câble et des annonceurs. Cependant, Whitta a rejeté ces opportunités, invoquant son désintérêt et déclarant: "Dès qu'elle devient cynique, monétisée ou corporatisée, je pense que la fantaisie et l'authenticité de celle-ci disparaîtront".

### Format
Le spectacle fonctionne de la même manière que ses homologues réels. Chaque épisode commence par une séquence d'ouverture mettant en vedette l'avatar de Whitta effectuant diverses activités autour de son île, tandis que Snowbike Mike annonce les invités de cet épisode. La chanson thème joue en arrière-plan alors que Mike présente Gary Whitta en tant qu'animateur, qui salue le public, s'entretient avec Nickerson et fournit des nouvelles de l'émission.
Après l'introduction, les principaux segments comprennent des interviews de célébrités, des spectacles musicaux en direct et des comédies debout. Alors que les interviews ont plongé dans la vie des invités, une grande partie de la conversation tourne autour du jeu et du croisement des animaux . À la fin de l'émission, chaque invité est invité à se diriger vers un micro pour livrer une blague, et la meilleure blague parmi les invités est déterminée par des votes par sondage auprès du public en direct.
Un segment Danny's Diary mettant en vedette Danny Trejo a d' abord diffusé son premier épisode le 8 juin. Le premier épisode suit l'avatar de Trejo donnant à Nickerson une visite de sa propre île.

## Réception
L'émission a été bien accueillie par les téléspectateurs. Animal Talking a été présenté sur la page d'accueil de Twitch, son quatrième épisode atteignant plus de 12 000 téléspectateurs et a été le numéro 14 des flux les plus regardés du site ce jour-là. L'épisode 10 a attiré un total de 339 000 téléspectateurs individuels, tandis que l'épisode 11 a atteint 18 000 téléspectateurs simultanés, un record pour l'émission.
The Verge a affirmé qu’Animal Talking était « l'émission de discussion de fin de soirée la plus chaude de 2020 ». Abordant le caractère unique du concept, Megan Farokhmanesh a mis en lumière les avantages de l'émission se déroulant dans le jeu vidéo : « Sur tout autre talk-show, ce serait une minute et demie d'erreurs angoissantes. Ici, c'est ce qui rend Animal Talking si spécial. » Christopher Teuton, de Screen Rant ' commenté que « alors que la plupart (...) des animateurs de talk-shows de fin de soirée traditionnels tournent actuellement (...) et organisent des interviews sur des services de chat en direct comme Zoom, il est rafraîchissant et unique de voir le même format traduit si parfaitement ici à l'intérieur d' Animal Crossing: New Horizons. »